# Vilhelm Lundstedt
Anders Vilhelm Lundstedt, född 11 september 1882 i Göteborg, död 20 augusti 1955 i Uppsala, var juris professor i Uppsala från 1914. Vid sidan av Karl Olivecrona var han en av de främsta juristerna inom Uppsalaskolan. Därtill var han riksdagsledamot för socialdemokraterna och en ofta förekommande röst i den offentliga debatten, mycket beroende på sitt starka rättspatos vilket drev honom att många gånger öppet ta ställning i diverse kontroversiella politiska frågor och rättsprocesser.
Lundstedt var värdenihilist.

## Biografi
Vilhelm Lundstedt var son till kassör Carl Johan Lundstedt och Emelie Pettersson. Han var gift tre gånger: Första äktenskapet 1907–1917 var med Margareta Husvogt från Tyskland och med henne fick han barnet Anders, även han jurist och Ingela Margareta. Andra äktenskapet 1917–1918 med hennes syster Hilda Husvogt och med henne fick han ett barn, Hilda Teodora. Andra hustrun Hilda Husvogt dog av blodförgiftning kort efter förlossningen. 
Tredje äktenskapet var från 1923 med Sally Ekblom, en speditörsdotter. 
Lundstedt började sin bana som apotekselev, för att sedan ändra kurs och ta hovrättsexamen, med överbetyg i alla ämnen, vid Lunds universitet 1903, följt 1904 av juris kandidatexamen och av juris licentiatexamen 1908. År 1909 disputerade han och blev samma år docent i civilrätt och tillförordnad professor i processrätt. Han flyttade till Uppsala och utsågs till professor i civilrätt där 1914. År 1938 utökades professuren till att inbegripa romersk rätt. Som lärare kännetecknades han av en excentrisk framtoning och ofta inlevelserika föreläsningar i vilka han på ett övertygande sätt lade fram sina rättsfilosofiska idéer.  
Den politiska banan började tidigt. År 1913 var han som sakkunnig förordnad att biträda nykterhetskommissionen med utarbetande av lagförslag, och två år senare att biträda bostadskommissionen. Ungefär samtidigt som han fick professuren i Uppsala, blev han medlem av socialdemokraterna. 1919 blev han invald i Uppsala stadsfullmäktige. Lundstedt var 1929–1948 riksdagsledamot i Andra kammaren samt 1941–1942 ledamot av Första lagutskottet.
På sin fritid ägnade han sig åt flera sporter, bland annat tennis och ridning. Han var även en begåvad pianist.
Lundstedt avled i Göteborg, men var vid tillfället folkbokförd i Uppsala. Han ligger begravd på Uppsala gamla kyrkogård.

## Politisk och akademisk gärning

### Rättighetsbegreppet
En av Lundstedt ofta upprepad paroll var i politiska, såväl som juridiska sammanhang, "det finns inga absoluta rättigheter". Lagstiftning borde grunda sig på samhällsnyttan, menade Lundstedt; som relativist menade han att vad som ansågs vara rätt alltid innebar någonting stipulerat av statsmakten eller samhället. Moral och laglydnad hade alltså inget objektivt värde eller någon egentlig kvalitet, och var inget annat än en känsla, som var mer eller mindre gemensam i ett samhälle. 
Straff ansåg Lundstedt skulle ses till dess funktion i samhället, och inte till skuld eller rättvisa. Han härledde resonemanget om rätten ur uttrycket "ius positum", att rätten var satt eller given. Tage Erlander beskriver i sina memoarer Nils Karlebys definition av äganderätten, av central betydelse för socialismen, och härleder den ur Lundstedts och Östen Undéns vetenskapliga arbeten. 
Såväl Lundstedt som Undén tog avstånd från den klassiska naturrätten påpekar Erlander. Detta fick konsekvenser för Lundstedts inställning till folkrätten, som han avvisade som en vidskepelse; rättigheter fick människan som delaktig i samhället i dess ram av påhittade normer.

### Rättsfilosofi och Hägerström
Lundstedts rättsfilosofi var en direkt följd av att han av partivännen Arthur Engberg presenterades för filosofiprofessorn Axel Hägerström, vilket blev som ett slags omvändelse för Lundstedt. Han började följa Hägerströms undervisning i rättsfilosofi, och intrycken från Hägerström började framträda i Lundstedts föreläsningar 1918 och senare kom han att beskriva Hägerström som sin stora förebild och mentor. Med Hägerström utvecklade Lundstedt en livslång och nära vänskap och de båda umgicks nästintill dagligen.
Enligt honom själv skrev han sitt första vetenskapliga verk först 1920, Kritik av straffrättens grundåskådningar.   
Förutom ovan beskrivna inställning till rättighetsbegreppet bröt Lundstedt ny mark ifråga om rättstillämpningens roll och funktion. Han ansåg det angeläget att domaren gör sig fri från föreställningen att det alltid finns en färdig rättspraxis, som det åligger domaren att utröna och sedan tillämpa i det enskilda fallet. Lundstedt menade här att domaren måste "självständigt uppställa maximer där lagorden icke räcka till".
Om Lundstedt skrev toppdiplomaten Gunnar Hägglöf kritiskt i sina memoarer, att han troligen ”förgrovade och vulgariserade” Hägerström när han förkunnade honom på sina föreläsningar, men att han ändå gjorde dennes åskådning mer begriplig än Hägerström kunde göra själv, och att Lundstedt fick Hägglöf att bli ännu mer negativt inställd än tidigare till den hägerströmska rättsfilosofin. Hägglöf var kurskamrat med Dag Hammarskjöld och de diskuterade ofta Hägerström. 
En annan student var Olof Rydbeck, som tillskriver Lundstedt betydelsen av att ha format en hel juristgeneration i deras syn på rättsbegreppet. Ståndpunkter som kunde visa rättsbegreppet oetiskt förändrade inte den relativistiska begreppsapparaten som han ärvt av Hägerström, eftersom han själv, enligt Rydbeck, hade ett starkt rättspatos. 

### Politiska frågor
Som politiker drev Lundstedt flera frågor utifrån sin syn på samhällsnyttan och folkrätten. Han krävde att regeringen skulle ompröva engagemanget i Nationernas förbund 1931, ville förbjuda samhällsfarliga partier och förordade transportförbud av tidningar under andra världskriget. 1947-48 skrev han i Dagens Nyheter att Sverige borde ge upp neutralitetspolitiken. och i Europas demokratier (1948) varnade han för Sovjetunionens expansion och menade, tvärtemot hans partis åsikt, att Sverige borde gå med i Atlantpakten. Han var vidare öppet kritiskt mot Baltutlämningen. 

#### Homosexualitet och utpressning
Lundstedt motionerade 1932 i riksdagen om att göra homosexuella gärningar lagliga från 18 års ålder (jämfört med 15 år för heterosexuella gärningar). Motionen utgavs på Bonniers förlag 1933 i serien "små handböcker i vetenskapliga ämnen" med titeln "Otukt mot naturen. Bör den vara straffbar?" Lundstedt menade att de homosexuella inte kunde hindras att följa sin naturliga sexualdrift utan att deras "livsmod" och "inställning till samhället i stort" påverkades negativt. Vidare argumenterade Lundstedt att det var stötande för rättskänslan att endast en mycket liten andel av de begångna brotten kunde upptäckas och bestraffas. 
I samma motion förordades kriminalisering av utpressning under hot om skandalisering, något som ofta drabbade homosexuella. Justitieministern Karl Schlyter tog fasta på tanken på utvidgning av begreppet utpressning och Maths Heuman på justitiedepartementet arbetade på lagförslaget som antogs redan 1934. Avkriminaliseringen av homosexuella handlingar kom däremot att dröja till 1944.

### Författarskap
Förutom skrifter av rent juridiskt innehåll har Lundstedt skrivit om socialdemokratins idépolitik (1921), och filosofiska analyser av juridiken som Till frågan om rätten och samhället (1921), Fiktion eller sanning i juridiken (1924), Superstition or Rationality i Action for Peace? (1925; japansk översättning 1927), Folkrätten - en livsfara för folken (1937). 
År 1942 utkom han med den självkritiska Det Hägerström-Lundstedtska misstaget i respons på Ingemar Hedenius’ Om rätt och moral (1941). Hedenius, som i stort sett var anhängare till Hägerströms och Lundstedts teorier, visade i sin bok på ett felslut i dessa. Hedenius menade att det var fel att påstå att det inte fanns några rättigheter utifrån premissen att begreppen var ohållbara. 
Lundstedts litterära produktion är mycket omfångsrik. Karl Molin menar att Lundstedts åsikter lämnade stora utrymmen för tolkningar, och att detta jämte att Lundstedt var polemisk i sitt sätt, fick till följd att han göt liv i rättsfilosofisk samtidsdebatt. 
Han har inom juridikens område utgett bl.a. Aftal ang. prestation till tredjeman (1908–1909), Om biintervention (1911–1912), Om lösöreköp (1912) samt flera på offentligt uppdrag utförda utredningar, varibland Byggnadsborgenärernas rättsliga ställning i Sverige och utlandet (1917) och Förberedande utredning av vissa principer för reformering av hyresrätten (1923). Stor uppmärksamhet tilldrog sig en annan skrift av Lundstedt, "Principinledning till "Föreläsningar över valda delar av obligationsrätten", kritik av straffrättens grundåskådningar" (1920). Skriften framkallade en motskrift av J.K.V. Thyrén, "Den moderna straffrättens grundåskådningar" (1920), vilken bemöttes av Lundstedt med svaret Till frågan om rätten och samhället (1921), i sin ordning följt av Thyréns "Anmärkningar vid en skrift av prof. A.V. Lundstedt i Uppsala" (1921). 
I denna litterära fejd växlades skarpa ord och överskreds gränsen för det sakliga meningsutbytet. Den ståndpunkt, som Lundstedt intagit och sökt försvara (med stöd av Hägerströms rättsfilosofiska författarskap), gjorde han gällande även i flera senare skrifter, bland annat Kritik av nordiska skadeståndsläror (i "Tidsskrift for retsvidenskap" 1923), även där i ivrig polemik mot andra nordiska rättsforskare. Hos dessa rönte Lundstedts meningar inte vidare anslutning; däremot har ett visst erkännande från filosofiskt håll kommit desamma till del. 
I turerna kring det så kallade Högbroforsmålet trädde Lundstedt fram till starkt försvar för Torsten Kreuger, om vilket han skrev i Torsten Kreuger oskyldigt dömd (1934).